# Lindau, Rendsburg-Eckernförde
Lindau là một đô thị thuộc quận Rendsburg-Eckernförde, bang Schleswig-Holstein.